# Crocallis matillae
Crocallis matillae là một loài bướm đêm trong họ Geometridae.